# بور ونیش
بور ونیش (به آلمانی: Bürvenich) یک منطقهٔ مسکونی در آلمان است که در تسولپیش واقع شده‌است. بور ونیش ۸٫۵۲ کیلومتر مربع مساحت دارد ۲۰۹ متر بالاتر از سطح دریا واقع شده‌است.